# عبد الله خليفة البوفلاسة
عبد الله خليفة البوفلاسة (1 مارس 1948 -21 أكتوبر 2014)، روائي وكاتب عمود بحريني يساري.

## حياته
وُلد البوفلاسة في عام 1948 في منطقة القضيبية بالعاصمة البحرينية المنامة. درس في معهد المعلمين.
عمل معلم بعد التخرج من معهد المعلمين. انضم إلى صفوف جبهة التحرير الوطني - البحرين في الستينيات ونشط في صفوفها وتعرض للاعتقال في عام 1975 وفصل من عمله وخرج من السجن في عام 1981.
كتب القصة القصيرة والرواية منذ أواخر الستينيات وله مساهمات متنوعة في النقد الأدبي. كذلك فهو يعمل كاتب عمود في صحيفة أخبار الخليج. يحمل عضوية أسرة الأدباء والكتاب في البحرين. كتب مقالات ودراسات سياسية واجتماعية عن تاريخ البحرين وتطور القصة القصيرة.

## وفاته
توفي البوفلاسة يوم الثلاثاء الموافق 21 أكتوبر 2014 في العاصمة البحرينية المنامة عن عمر ناهز 66 عام ووري الثرى في نفس اليوم في مقبرة المنامة. وقد نعته رابطة الصحافة البحرينية عبر بيان: "إن رحيل عبد الله خليفة يمثل خسارة كبيرة للحركة الثقافية والأدبية في البحرين والخليج؛ حيث أمدها بأكثر من 25 مؤلفاً ما بين القصة والرواية والفكر النقدي، إضافة إلى إسهاماته المنتظمة في الكتابة إلى الصحافة الورقية والإلكترونية كموقع “الحوار المتمدن”، وكذلك صحيفة “أخبار الخليج” التي أشرف على صفحتها الثقافية لغاية وفاته، كما واظب على كتابة عمود يومي فيها".
في 1 ديسمبر 2014 أقامت جمعية المنبر الديمقراطي التقدمي اليسارية حفل تأبين بمناسبة مرور أربعين يوم على وفاته.

## أعماله الأدبية

### المؤلفات القصصية
- لحن الشتاء، مجموعة قصصية، 1975.[11]
- الرمل والياسمين، قصص قصيرة، 1982.
- يوم قائظ، 1984.
- سهرة، المركز الثقافي العربي 1994.
- دهشة الساحر، 1997.
- جنون النخيل، 1998.
- سيد الضريح، 2003.
- الكسيحُ ينهض، 2017
- أنطولوجيا الحمير، 2017.
- إنهم يهزون الأرض!، 2017.
- ضوء المعتزلة، 2017.
- باب البحر، 2020.

### الأعمال الروائية
- اللآلئ، 1982.[12]
- القرصان والمدينة، 1982.
- الهيرات، 1983.
- أغنية الماء والنار، 1989.
- مريم لا تعرف الحداد، 1991.
- الضباب، 1994.
- نشيد البحر، 1994.
- الينابيع، 1998.
- الأقلف، 2002.
- ساعة ظهور الأرواح، 2004.
- رأس الحسين، 2006.[13]
- عمر بن الخطاب شهيداً، 2007.
- التماثيل، 2007.
- عثمان بن عفان شهيداً، 2008.
- يا علي! أميرُ المؤمنين شهيداً، 2008.
- محمد ثائراً، 2010.
- ذهب مع النفط، 2010.
- عنترة يعود إلى الجزيرة، 2011.
- عقاب قاتل، 2014.
- اغتصاب كوكب، 2014.
- رسائل جمال عبدالناصر السرية، 2015.
- ثمن الروح، 2016.
- ألماس والأبنوس، 2016.
- ابنُ السيد، 2016.
- الأرض تحت الأنقاض، 2017.
- حورية البحر، 2017.
- طريق اللؤلؤ، 2017.
- بورتريه قصاب، 2017.
- مصرعُ أبي مسلمٍ الخراساني، 2018.
- شاعرُ الضياء، 2018.
- خَليجُ الأرواحِ الضَائعةِ، 2019.
- هُدهُد سليمان، 2019.

### الدراسات النقدية والفكرية
- الراوي في عالم محمد عبد الملك القصصي، دراسة نقدية، 2004.
- الاتجاهات المثالية في الفلسفة العربية الإسلامية، صدر الجزء الأول والثاني معاً بمجلد واحد، في ستمائة صفحة، ويعرضُ فيه المقدمات الفكرية والاجتماعية لظهور الإسلام والفلسفة العربية، 2005.
- الاتجاهات المثالية في الفلسفة العربية الإسلامية، الجزء الثالث، وهو يتناول تشكل الفلسفة العربية عند أبرز ممثليها من الفارابي حتى ابن رشد 2005.
- الاتجاهات المثالية في الفلسفة العربية الإسلامية، الجزء الرابع، تطور الفكر العربي الحديث، وهو يتناول تكون الفلسفة العربية الحديثة في مصر خاصة والبلدان العربية عامة، منذ الإمام محمد عبده وبقية النهضويين والمجددين ووقوفاً عند زكي نجيب محمود ويوسف كرم وغيرهما من منتجي الخطابات الفلسفية العربية المعاصرة، 2015.
- نجيب محفوظ من الرواية التاريخية إلى الرواية الفلسفية، 2007.
- نماذج روائية من الخليج والجزيرة العربية، 2008.
- صراع الطوائف والطبقات في المشرق العربي وإيران، 2016.
- الملعون سيرة وحوارات وما كتب عنه، 2016.
- تطور الأنواع الأدبية العربية: دراسة تحليلية للأنواع من الشعر الجاهلي والقرآن حتى الأدب المعاصر، وهي دراسة مكثفة فكرية تكشف علاقة التداخل بين النصوص العربية والصراع الاجتماعي، 2016.
- رأس المال الحكومي الشرقي: وهي قراءة جديدة للماركسية، تبحثُ أسلوبَ الإنتاجِ الراهن في الشرق عبر نظرة مختلفة،2016.
- عالم قاسم حداد الشعري، 2019.
- عبدالله خليفة: عرضٌ ونقدٌ عن أعماله، 2019.
- الكلمة من أجل الإنسان، 2020.
- إضاءة لذاكرة البحرين، 2024.
- لينين ومغامرة الاشتراكية: وهو كتيب نظري تحليلي لأفكار لينين ولنظريته، 2025.
- ايديولوجي، 2025.
- الكلمة من أجل الإنسان، جزء ثانٍ، 2025.عبدالله خليفة الأعمال الكاملة

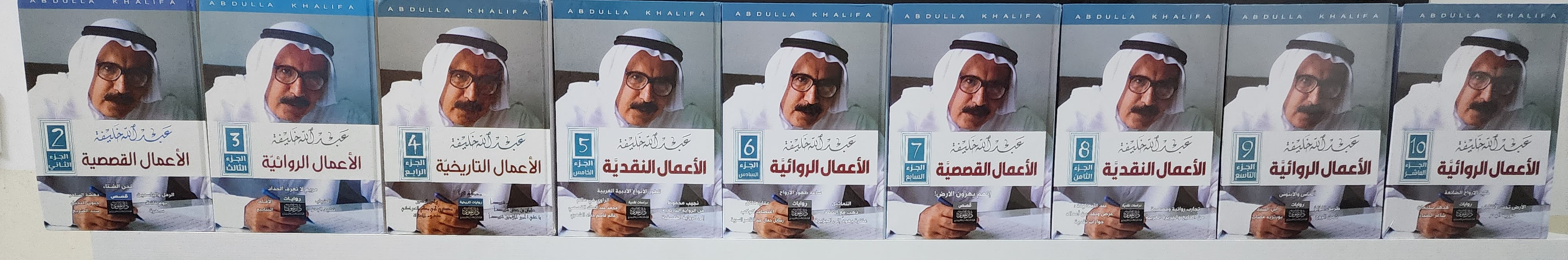
عبدالله خليفة الأعمال الكاملة

- الأعمال الروائية الكاملة، المجلد الأول: اللآلئ، القرصان والمدينة، الهيرات، أغنية الماء والنار، 2004.
- الأعمال القصصية الكاملة، المجلد الثاني: لحن الشتاء، الرمل والياسمين، يوم قائظ، سهرة، دهشة الساحر، جنون النخيل، سيد الضريح، 2021.
- الأعمال الروائية الكاملة، المجلد الثالث: مريم لا تعرف الحداد، الضباب، نشيد البحر، الأقلف، الينابيع، 2021.
- الأعمال التاريخية الكاملة، المجلد الرابع: محمد ثائراً، عمر بن الخطاب شهيداً، عثمان بن عفان شهيداً، يا علي! أميرُ المؤمنين شهيداً، رأس الحسين، مصرعُ أبي مسلمٍ الخراساني، ضوء المعتزلة، 2021.
- الأعمال النقدية الكاملة، المجلد الخامس: تطور الأنواع الأدبية العربية، نجيب محفوظ من الرواية التاريخية إلى الرواية الفلسفية، الراوي في عالم محمد عبدالملك القصصي، عالم قاسم حداد الشعري 2023.
- الأعمال الروائية الكاملة، المجلد السادس: ساعة ظهور الأرواح، التماثيل، ذهب مع النفط، عنترة يعودُ الى الجزيرة، عقاب قاتل، اغتصاب كوكب، رسائل جمال عبدالناصر السرية، 2023.
- الاعمال القصصية الكاملة، المجلد السابع: إنهم يهزون الأرض! ، 2023.
- الأعمال النقدية الكاملة، المجلد الثامن: تجارب روائية من الخليج والجزيرة العربية، عبدالله خليفة: عرضٌ ونقدٌ عن أعماله، حوارات نقدية، 2023.
- الأعمال الروائية الكاملة، المجلد التاسع: ألماس والأبنوس، طريق اللؤلؤ، ثمن الروح، ابنُ السيد، بورتريه قصاب، 2023.
- الأعمال الروائية الكاملة، المجلد العاشر: خَليجُ الأرواحِ الضَائعةِ، الأرض تحت الأنقاض، حورية البحر، هُدهُد سليمان ، شاعرُ الضياء، 2023.

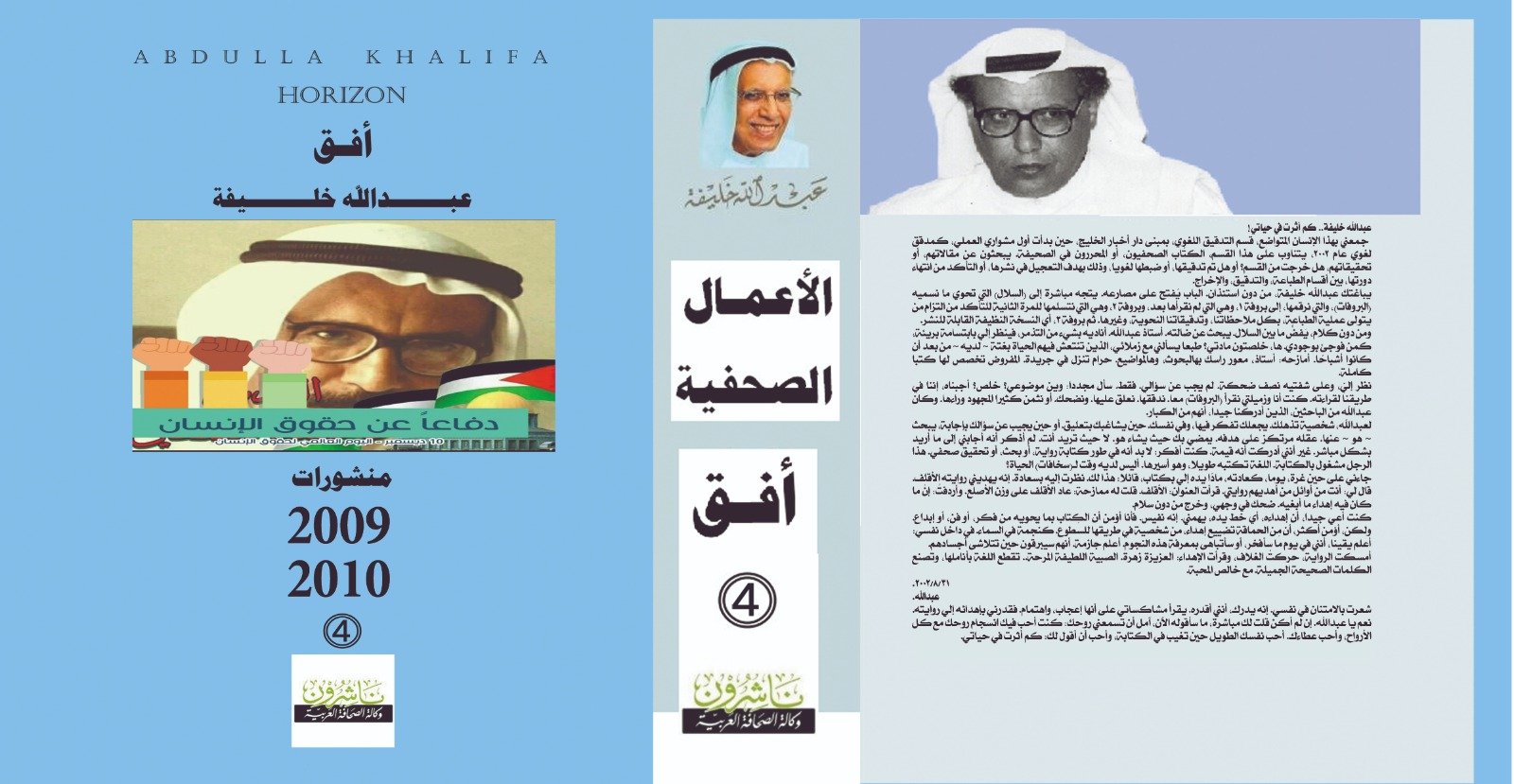
مجلدات الاعمال الصحفية

- الأعمال الصحفية الكاملة، المجلد الأول: أفق ـ منشورات: سنوات 2003، 2004.
- الأعمال الصحفية الكاملة، المجلد الثاني: أفق ـ منشورات: سنوات 2005، 2006.
- الأعمال الصحفية الكاملة، المجلد الثالث: أفق ـ منشورات: سنوات 2007، 2008.
- الأعمال الصحفية الكاملة، المجلد الرابع: أفق ـ منشورات: سنوات 2009، 2010.
- الأعمال الصحفية الكاملة، المجلد الخامس: أفق ـ منشورات: سنة 2011.
- الأعمال الصحفية الكاملة، المجلد السادس: أفق ـ منشورات: سنة 2012.
- الأعمال الصحفية الكاملة، المجلد السابع: أفق ـ منشورات: سنوات 2013، 2014.